# Kemijske zakonitosti
Kemijske zakonitosti su zakonitosti po kojima se ponašaju sve tvari pri kemijskim reakcijama.

## Zakon o održanju mase
Zakon o održanju mase otkrio je i formulirao Antoine Laurent de Lavoisier. 
Nikakve se promjene ne mogu opaziti u ukupnoj masi svih tvari koje sudjeluju u kemijskoj reakciji.
Hans Landolt (1831-1910), švicarski fizički kemičar, vrlo je preciznim mjerenjima odredio taj zakon s točnošću od 10-7. 
Prema Einsteinovoj teoriji relativnosti, međutim, mora se pri svakoj kemijskoj reakciji dio ukupne mase m reaktanata pretvoriti 
u energiju E kemijske reakcije prema relaciji: E = mc2, gdje je c brzina svjetlosti (2,997925 · 108 ms-1). Odatle slijedi da bi točnost vaganja morala biti najmanje 10-10 da bi se ustanovio gubitak mase koja se pretvorila u reakcijsku energiju Ako je reakcijski sustav zatvoren, 
zakon o održanju mase vrijedi općenito, jer su mase i energije u zatvorenom sustavu uvijek konstantne. Budući da se pri nuklearnim reakcijama oslobađa velika energija, što ujedno znači i veliki gubitak mase, za njih ne vrijedi zakon o održanju mase u klasičnoj formulaciji.

## Zakon stalnih masenih omjera
Poustov zakon, otkrio ga je Joseph Louis Proust (1797),  a objavio ga 1799. godine. 
Određeni kemijski spoj uvijek sadrži određene kemijske elemente u stalnom masenom omjeru.
J. S. Stas je potvrdio ispravnost toga zakona vrlo preciznim mjerenjima (oko 1860.). 
Otkrićem izotopa zakon stalnih masenih omjera malo je modificiran, 
jer ce kemijski spojevi sadržavati iste kemijske elemente u istom masenom omjeru, samo kad je raspodjela izotopa ujednačena.

## Zakon masenih višekratnika
Zakon masenih višekratnika otkrio je John Dalton (1803), pa se po njemu naziva i Daltonov zakon.
Kad se dva elementa spajaju u vise kemijskih spojeva, mase su jednog od elemenata, koje se spajaju s određenom masom drugog elementa, višekratnici određene mase.
Točnost toga zakona provjerili su najprije Jöns Jakob Berzelius (181G-1812), a kasnije J. S. Stas (1849). 

## Zakon spojnih ili ekvivalentnih masa
Zakon spojnih ili ekvivalentnih masa otkrio je Jeremais Benjamin Richter (1791), a objavio 1792. godine. 
Mase dvaju elemenata (ili višekratnici tih masa) koje reagiraju s jednakom masom nekog trećeg elementa reagiraju i međusobno, a isto tako i s određenom masom nekog četvrtog elementa.
Mase elemenata koje ulaze u međusobne kemijske reakcije nazivaju se spojnim masama ili ekvivalentnim masama. 
Ekvivalentna masa vodika uzima se kao jedinica. Zakon se spojnih ili ekvivalentnih masa može definirati i drukčije: 
elementi se međusobno spajaju u kemijske spojeve u omjeru svojih ekvivalentnih masa ili višekratnika tih masa.
Budući da su u XIX. stoljeću vrijednosti atomskih masa bile nesigurne, mnogi su prirodoslovci (kao npr. Humphry Davy) radije upotrebljavali ekvivalentne mase. 
Danas je situacija bitno različita, Međunarodni sustav jedinica (Systeme International d'Unites, SI) postao je (1960) odlukom Generalne konferencije za utege i 
mjere obveznim za sve zemlje potpisnice Konvencije o metru (pa tako i za Hrvatsku). 
Međunarodni savez za čistu i primijenjenu kemiju (International Union of Pure and Applied Chemistry, IUPAC) prihvatio je (1970) Sl-sustav i preporučio nazive i simbole kemijskih 
veličina i onih fizičkih veličina koje su važne za kemiju. 
Ta preporuka sadrži i preciznu definiciju mola: mol je količina tvari određene kemijske formule koja sadrži toliko čestica ili skupina čestica koliko ima atoma u 0,012kg ugljikova izotopa 12.
Te cestice mogu biti atomi, molekule, ioni, elektroni itd., ili točno definirane skupine takvih čestica. Npr. 1mol sumporne kiseline (H2S04) 
ima masu 0,0980776kg, a magnezijev dikation (Mg2+) 0,024305kg. Novom je definicijom mola ekvivalent mase kao jedinice zastario i ne preporucuje se njegova upotreba. 

## Zakon spojnih Volumena
Gay Lussacov Zakon
Zakon spojnih Volumena otkrio je Joseph Louis Gay-Lussac (1808). 
Volumeni plinova koji međusobno reagiraju ili nastaju kemijskom reakcijom stoje u omjeru malih prirodnih brojeva, kad su mjerenja obavljena pri stalnim fizičkim uvjetima (stalna temperatura i tlak).